# Madame Grégoire Staechelin
'Madame Grégoire Staechelin' est un cultivar de rosier grimpant obtenu en Espagne par le rosiériste Pedro Dot en 1927. C'est l'un des rosiers les plus connus au monde grâce à sa floraison exubérante.

## Description
'Madame Grégoire Staechelin' est une rose moderne du groupe hybride de thé grimpant. Elle est issue du croisement de 'Frau Karl Druschki' (hybride remontant, Lambert 1901) x 'Château de Clos-Vougeot'. Il s'agit d'un grand rosier grimpant de 245 cm à 610 cm de hauteur (voire plus de 700 cm) et de 305 cm à 610 cm d'envergure. Son feuillage est vert clair et brillant. 
Ses fleurs délicates de différents tons de rose sont légèrement parfumées. Elles sont grandes, semi-doubles (9 à 16 pétales) et volantées. Elles fleurissent de façon exubérante à la fin du printemps et au début de l'été pendant quatre semaines. La floraison n'est pas remontante. À l'automne,  le buisson se couvre de petits fruits décoratifs en forme de poire.
Cette rose tétraploïde est très populaire chez les jardiniers grâce à sa grande résistance et au fait qu'elle supporte l'ombre. Elle est vigoureuse et saine, mais n'aime pas les sols trop humides. Sa zone de rusticité est 6b.

## Distinctions
- Award of Garden Merit de la Royal Horticultural Society

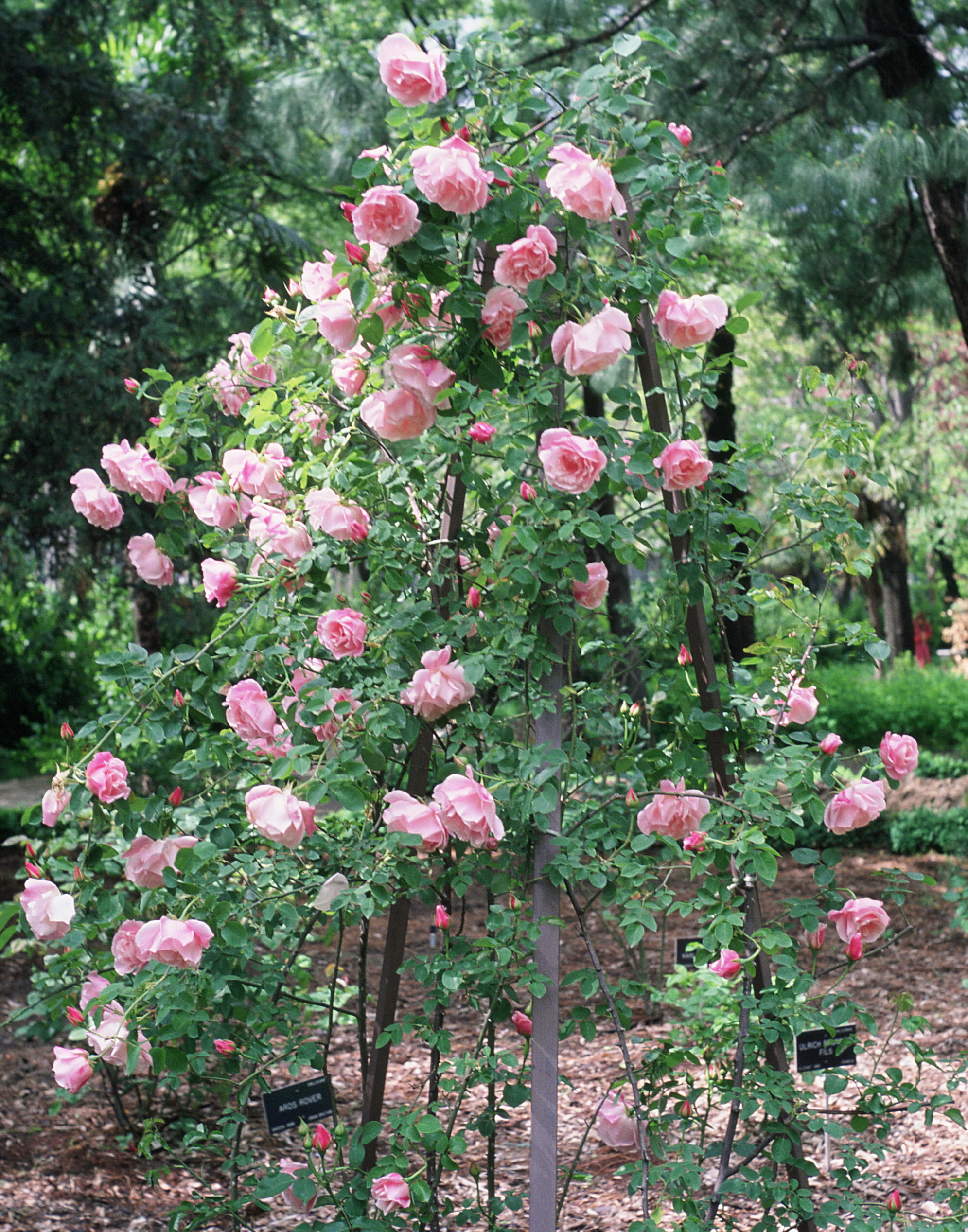
Rose 'Madame Grégoire Staechelin' (P. Dot, 1927 gr. Hybride de thé, sect. Chinensis. Jardin botanique de Madrid.
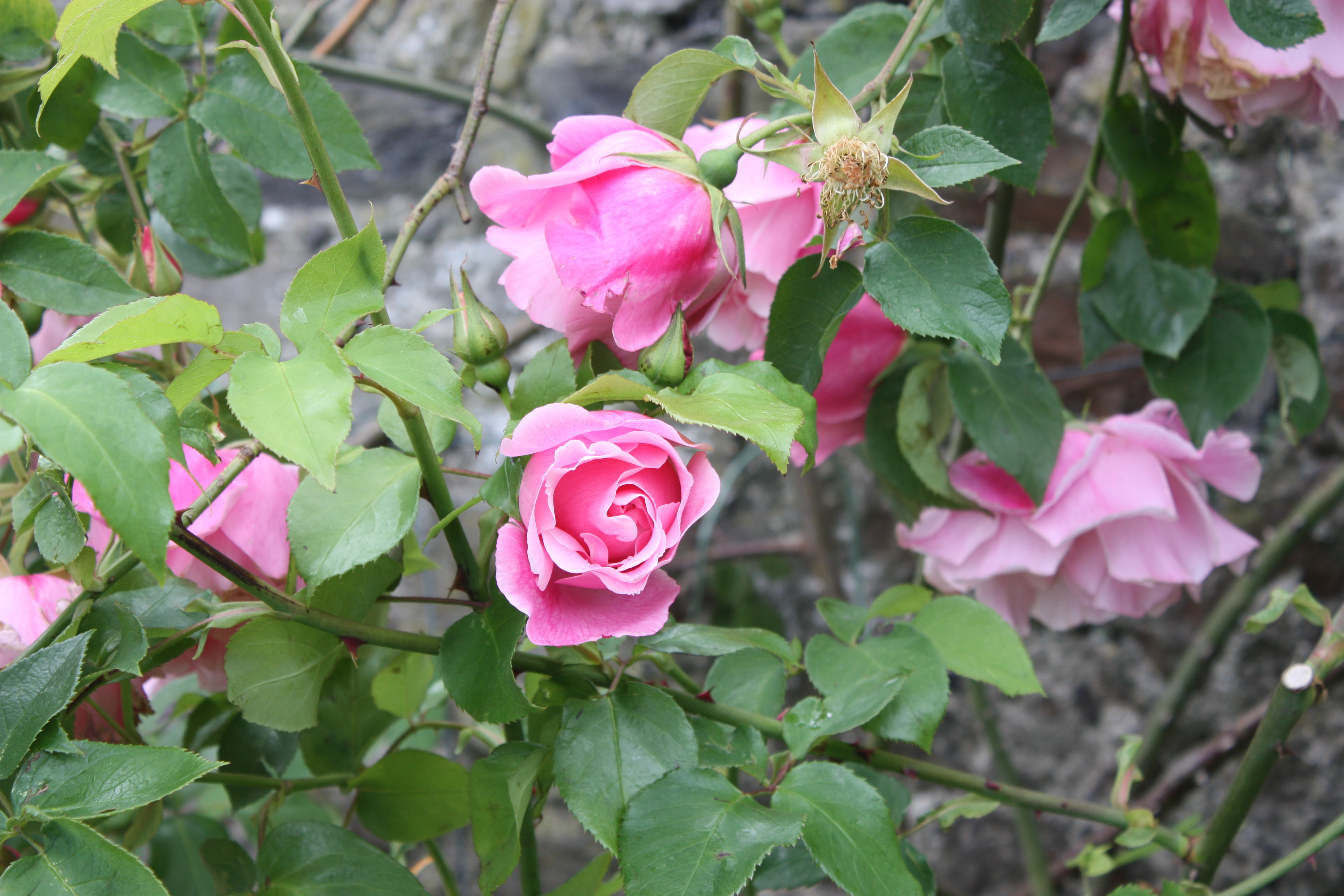
Rose 'Madame Grégoire Staechelin' (P. Dot, 1927), à l'Irish Museum of Modern Art, Royal Hospital de Kilmainham, à Dublin.
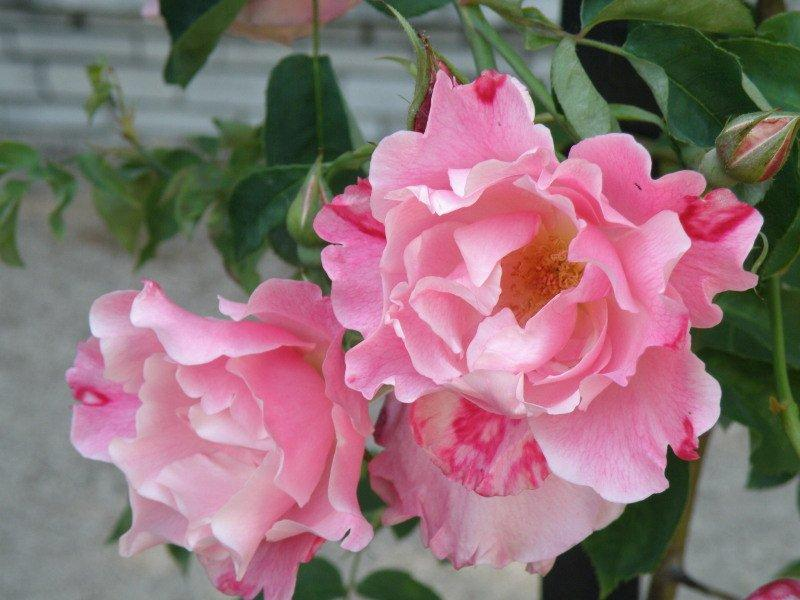
Rose 'Madame Grégoire Staechelin' (Pedro Dot, 1927).